# NRMホールディングス
NRMホールディングス株式会社（エヌアールエムホールディングスかぶしきかいしゃ、英：NRM Holdings Co.,LTD.）は、2013年9月30日に設立されたNRMレコードマネジメントグループを統括する持株会社。本社は東京都千代田区に所在する。

## 概要
2013年9月に経営の一体化としてNRMレコードマネジメントグループ企業全体の戦略の展開と経営管理・リスクマネジメントを強化・統括するために設立された。2016年に社名変更し、現在のNRMホールディングスとなる。
グループの中核事業会社として、日本レコードマネジメント株式会社、エナジーレコードマネジメント株式会社を傘下に置く。

## グループ沿革
- 1972年 - 日本レミントンランド株式会社（三井物産関連）内に文書管理部門（ROS）としてスタート
- 1974年 - アメリカ記録情報管理協会（ARMA）の大会に参加。日本レミントンランド内にレコードマネジメント研究所設立
- 1976年 - 日本レコードマネジメント株式会社創立
- 1982年 - 関西レコードマネジメント株式会社の設立に参画
- 1986年 - 本社ビルを田町へ移転
- 1987年 - 東京レコードマネジメント株式会社の設立に参画
- 1988年 - 本社ビルを神田須田町へ移転
- 1989年 - ARMA東京支部設立
- 1993年 - 本社ビルを神田司町へ移転
- 1994年 - レコードマネジメントサービス株式会社設立
- 1998年 - 青森レコードマネジメントサービス株式会社設立
- 1999年 - 中国レコードマネジメント株式会社設立参画
- 2001年 - 北海道レコードマネジメント株式会社設立参画。株式会社都市開発エキスパート設立参画
- 2002年 - 日本経済団体連合会（日本経団連）入会。レコードマネジメントアーカイブス株式会社設立
- 2003年 - 中央レコードマネジメント株式会社設立参画
- 2005年 - 個人情報保護プライバシーマーク （PMS）認証取得
- 2006年 - 麻生レコードマネジメント株式会社設立参画。情報セキュリティマネジメント（ISMS）認証取得
- 2007年 - エナジーレコードマネジメント株式会社設立
- 2011年 - 品質マネジメントシステム（ISO9001）認証取得
- 2013年 - RMホールディングス株式会社設立。本社ビルを神田鍛冶町へ移転
- 2016年 - NRMホールディングス株式会社へ社名変更

## グループ会社
（子会社）
- 日本レコードマネジメント株式会社
- エナジーレコードマネジメント株式会社
- 青森レコードマネジメントサービス株式会社
- レコードマネジメントサービス株式会社
- レコードマネジメントアーカイブス株式会社

## 関連会社
- 関西レコードマネジメント株式会社
- 東京レコードマネジメント株式会社
- 中国レコードマネジメント株式会社
- 北海道レコードマネジメント株式会社
- 株式会社都市開発エキスパート
- 中央レコードマネジメント株式会社
- 麻生レコードマネジメント株式会社